# Dicranomyia (Neoglochina) multisignata
Dicranomyia (Neoglochina) multisignata is een tweevleugelige uit de familie steltmuggen (Limoniidae). De soort komt voor in het Neotropisch gebied.